# Husbymark
Husbymark (dansk) eller Husbyfeld (tysk) er navnet på en spredt bebyggelse beliggende vest og sydvest for landsbyen Husby i landskabet Angel i Sydslesvig. Administrativt hører Husbymark under Husby Kommune i Slesvig-Flensborg kreds i den nordtyske delstat Slesvig-Holsten. I kirkelig henseende hører bebyggelsen til Husby Sogn. Sognet lå i Husby Herred (Flensborg Amt, Sønderjylland), da området tilhørte Danmark. Stednavnet henviser til markerne vest og sydvest for Husby. Området er landsbrugspræget. 